# Ministerio de Relaciones Exteriores (Nicaragua)
El Ministerio de Relaciones Exteriores (MINREX)  es el ministerio rector en el sector de relaciones exteriores en Nicaragua. El actual ministro es Valdrack Jaentschke.
Es el ministerio tiene su sede central en Managua.